# Ljubiša Spajić
Ljubiša Spajić, född 7 mars 1926 i Belgrad, död 28 mars 2004 i Belgrad, var en jugoslavisk fotbollsspelare.
Han blev olympisk silvermedaljör i fotboll vid sommarspelen 1956 i Melbourne.